# استاتیرای یکم
استاتیرا (درگذشته: ۴۰۰ پیش از میلاد) همسر مورد علاقه اردشیر دوم و مادر اردشیر سوم هخامنشی بود وی یکی از ملکه‌های مهم و پرآوازه و تأثیرگذار دوره هخامنشیان بود و بر همسرش نفوذ بیشتر از ملکه مادر پروشات داشت و برادرش تیسافرن باعث مرگ کوروش کوچک شد و این امر باعث مرگش شد.
ارشک پسر داریوش دوم که بعدها پس از جلوس به تخت موسوم به اردشیر دوم گردید با استاتیرا دختر هیدرانس سوم (ویدرن) یکی از بزرگان و اشراف پارسی و از نسل ویدرنه متحد داریوش بزرگ ازدواج کرد. برادر استاتیرا موسوم به تری تخمه نیز با آماستری دختر داریوش دوم و پروشات ازدواج کرده بود. استاتیرا آنگاه که ملکه شد، در تخت روان باز و بی پرده حرکت می‌کرد و به اشخاصی از زنان اتباع خود اجازه می‌داد که به او نزدیک شده درودش گویند و این رفتار او پارسیان را خوش آمد.
پروشات مادر اردشیر دوم (هخامنشی) با استاتیرا خصومت می‌ورزید. علت سرچشمهٔ کینه مابین آن‌ها به ماجرای تری تخمه معروف است، وی که با آمستریس ازدواج کرده بود، درصدد قتل زن خود برآمد اما توطئه‌اش فاش شد و این ماجرا طوفانی از خشم و جنون در پروشات مادر آمستریس برانگیخت. هر چند شاهدخت آمستریس از مرگ نجات یافت اما تمام خانوادهٔ او به غیر از برادرش تیسافرن که خدمات بسیاری به شاه کرده بود و استاتیرا که همسر ولیعهد بود، کشته و زنده بگور شدند. دیگر عامل کینه میان این دو، علاقه و طرفداری پروشات نسبت به کوروش کوچک، برادر کوچکتر اردشیر دوم بود. در پی جنگی که بین دو برادر بر سر قدرت و پادشاهی درگرفت، کوروش کوچک کشته شد. سرانجام در سال ۴۰۴ پیش از میلاد اردشیر دوم به سلطنت رسید. مرگ کوروش کوچک در داخل دربار همان اندازه که مایه اندوه و عزای پروشات شد، برای استاتیرا و برادرش تیسافرن موجب خرسندی گشت. استاتیرا جریمهٔ پیروزی و خرسندی خود را با زهری که پروشات به او خوراند، پرداخت.
پروشات مدت‌ها قصد کشتن استاتیرا را داشت، بالاخره به دسائس نیت خود را اجرا کرد. او زنی در خدمت خود داشت بنام ژی ژیس که مورد اعتماد تام ملکه و بر وی بسیار مسلط بود و همین زن آلت اجرای خیال شوم پروشات گردید. شرح قضیه موافق نوشته‌های دینن و کتزیاس و پلوتارک با جزئی اختلافی چنین است: هر دو ملکه از چندی قبل آشتی کرده و ظاهراً نشان می‌دادند که منازعات و سوء ظن‌های دیرینه را فراموش کرده‌اند، زیرابه منازل یکدیگر آمد و شد داشتند و با هم غذا صرف می‌کردند ولی چون باطناً باز از یکدیگر بیمناک بودند غذا را از یک ظرف و از همان خوراک می‌خوردند. بعد پلوتارک چنین می‌گوید: پروشات در سر میز یکی از این مرغ‌ها را برداشته با کاردی که یک طرف آن را مسموم کرده بودند، به دو نیم تقسیم کرد، نیمی را که مسموم نشده بود خودش برداشت و نیم مسموم را به ملکه جوان داد. دینن گوید که یکی از خدمه مرغ را بریده قسمت مسموم را به استاتیرا داد. به‌هرحال از درد شدید و تشنج‌هایی که بعد برای ملکه حاصل شد او یقین کرد که مسموم گشته و به فاصله چند ساعت درگذشت. این واقعه در سال ۴۰۰ پیش از میلاد رخ داده‌است.
شاه نسبت به مادرش پروشات سوءظن حاصل کرد زیرا درجهٔ کینه‌ورزی و شقاوت او را خوب می‌دانست و برای اینکه در این باب حقیقت مطلب را بداند، فرمود تمام خدمه و صاحب‌منصبان مادرش را توقیف و زجر کنند، ولی پروشات ژی ژیس را مدت‌ها در منزل خود نگاهداشت و از تسلیم او به شاه امتناع ورزید بالاخره این زن روزی اجازه گرفت به خانه‌اش برود و قراولان شاهی او را گرفته، موافق قوانین پارسی که برای زهردهندگان مقرر است با زجر کشتند. چنین است عقیده دینُن، ولی کتزیاس گوید که ژی ژیس آلت اجرای قصد پروشات نبود و فقط برخلاف میل خود از قضیه اطلاع داشت. به‌هرحال شاه به مادرش چیزی نگفت و نسبت به او کاری نکرد، جز اینکه او را از خود دور داشت. از استاتیرا سه پسر باقی‌ماند به نام‌های داریوش، آریاسپ و اخوس که بعد از پادشاهی نام اردشیر سوم را بر خود گذاشت.
|                    |                    |                    |                    |                    |                    |            |            |                                  |                                  |                                  |                                  |                                  |                                  |                          |                          | داریوش دوم هشتمین شاهنشاه | داریوش دوم هشتمین شاهنشاه | داریوش دوم هشتمین شاهنشاه | داریوش دوم هشتمین شاهنشاه | داریوش دوم هشتمین شاهنشاه | داریوش دوم هشتمین شاهنشاه |                |                |                                  |                                  |                                  |                                  | پروشات ملکه                      | پروشات ملکه                      | پروشات ملکه    | پروشات ملکه    | پروشات ملکه                                | پروشات ملکه                                |                                            |                                            |                                            |                                            |  |  |  |  |  |  |  |  |  |  |  |  |  |  |  |  |  |  |  |  |
|                    |                    |                    |                    |                    |                    |            |            |                                  |                                  |                                  |                                  |                                  |                                  |                          |                          | داریوش دوم هشتمین شاهنشاه | داریوش دوم هشتمین شاهنشاه | داریوش دوم هشتمین شاهنشاه | داریوش دوم هشتمین شاهنشاه | داریوش دوم هشتمین شاهنشاه | داریوش دوم هشتمین شاهنشاه |                |                |                                  |                                  |                                  |                                  | پروشات ملکه                      | پروشات ملکه                      | پروشات ملکه    | پروشات ملکه    | پروشات ملکه                                | پروشات ملکه                                |                                            |                                            |                                            |                                            |  |  |  |  |  |  |  |  |  |  |  |  |  |  |  |  |  |  |  |  |
|                    |                    |                    |                    |                    |                    |            |            |                                  |                                  |                                  |                                  |                                  |                                  |                          |                          |                           |                           |                           |                           |                           |                           |                |                |                                  |                                  |                                  |                                  |                                  |                                  |                |                |                                            |                                            |                                            |                                            |                                            |                                            |  |  |  |  |  |  |  |  |  |  |  |  |  |  |  |  |  |  |  |  |
|                    |                    |                    |                    |                    |                    |            |            |                                  |                                  |                                  |                                  |                                  |                                  |                          |                          |                           |                           |                           |                           |                           |                           |                |                |                                  |                                  |                                  |                                  |                                  |                                  |                |                |                                            |                                            |                                            |                                            |                                            |                                            |  |  |  |  |  |  |  |  |  |  |  |  |  |  |  |  |  |  |  |  |
| استاتیرای یکم ملکه | استاتیرای یکم ملکه | استاتیرای یکم ملکه | استاتیرای یکم ملکه | استاتیرای یکم ملکه | استاتیرای یکم ملکه |            |            | اردشیر دوم نهمین شاهنشاه هخامنشی | اردشیر دوم نهمین شاهنشاه هخامنشی | اردشیر دوم نهمین شاهنشاه هخامنشی | اردشیر دوم نهمین شاهنشاه هخامنشی | اردشیر دوم نهمین شاهنشاه هخامنشی | اردشیر دوم نهمین شاهنشاه هخامنشی |                          |                          | کوروش کوچک مدعی پادشاهی   | کوروش کوچک مدعی پادشاهی   | کوروش کوچک مدعی پادشاهی   | کوروش کوچک مدعی پادشاهی   | کوروش کوچک مدعی پادشاهی   | کوروش کوچک مدعی پادشاهی   |                |                | آمستریس همسر برادر استاتیرای یکم | آمستریس همسر برادر استاتیرای یکم | آمستریس همسر برادر استاتیرای یکم | آمستریس همسر برادر استاتیرای یکم | آمستریس همسر برادر استاتیرای یکم | آمستریس همسر برادر استاتیرای یکم |                |                | اوستن (پسر داریوش دوم) پدر بزرگ داریوش سوم | اوستن (پسر داریوش دوم) پدر بزرگ داریوش سوم | اوستن (پسر داریوش دوم) پدر بزرگ داریوش سوم | اوستن (پسر داریوش دوم) پدر بزرگ داریوش سوم | اوستن (پسر داریوش دوم) پدر بزرگ داریوش سوم | اوستن (پسر داریوش دوم) پدر بزرگ داریوش سوم |  |  |  |  |  |  |  |  |  |  |  |  |  |  |  |  |  |  |  |  |
| استاتیرای یکم ملکه | استاتیرای یکم ملکه | استاتیرای یکم ملکه | استاتیرای یکم ملکه | استاتیرای یکم ملکه | استاتیرای یکم ملکه |            |            | اردشیر دوم نهمین شاهنشاه هخامنشی | اردشیر دوم نهمین شاهنشاه هخامنشی | اردشیر دوم نهمین شاهنشاه هخامنشی | اردشیر دوم نهمین شاهنشاه هخامنشی | اردشیر دوم نهمین شاهنشاه هخامنشی | اردشیر دوم نهمین شاهنشاه هخامنشی |                          |                          | کوروش کوچک مدعی پادشاهی   | کوروش کوچک مدعی پادشاهی   | کوروش کوچک مدعی پادشاهی   | کوروش کوچک مدعی پادشاهی   | کوروش کوچک مدعی پادشاهی   | کوروش کوچک مدعی پادشاهی   |                |                | آمستریس همسر برادر استاتیرای یکم | آمستریس همسر برادر استاتیرای یکم | آمستریس همسر برادر استاتیرای یکم | آمستریس همسر برادر استاتیرای یکم | آمستریس همسر برادر استاتیرای یکم | آمستریس همسر برادر استاتیرای یکم |                |                | اوستن (پسر داریوش دوم) پدر بزرگ داریوش سوم | اوستن (پسر داریوش دوم) پدر بزرگ داریوش سوم | اوستن (پسر داریوش دوم) پدر بزرگ داریوش سوم | اوستن (پسر داریوش دوم) پدر بزرگ داریوش سوم | اوستن (پسر داریوش دوم) پدر بزرگ داریوش سوم | اوستن (پسر داریوش دوم) پدر بزرگ داریوش سوم |  |  |  |  |  |  |  |  |  |  |  |  |  |  |  |  |  |  |  |  |
|                    |                    |                    |                    |                    |                    |            |            |                                  |                                  |                                  |                                  |                                  |                                  |                          |                          |                           |                           |                           |                           |                           |                           |                |                |                                  |                                  |                                  |                                  |                                  |                                  |                |                |                                            |                                            |                                            |                                            |                                            |                                            |  |  |  |  |  |  |  |  |  |  |  |  |  |  |  |  |  |  |  |  |
|                    |                    |                    |                    |                    |                    |            |            |                                  |                                  |                                  |                                  |                                  |                                  |                          |                          |                           |                           |                           |                           |                           |                           |                |                |                                  |                                  |                                  |                                  |                                  |                                  |                |                |                                            |                                            |                                            |                                            |                                            |                                            |  |  |  |  |  |  |  |  |  |  |  |  |  |  |  |  |  |  |  |  |
|                    |                    |                    |                    | آتوسا ملکه         | آتوسا ملکه         | آتوسا ملکه | آتوسا ملکه | آتوسا ملکه                       | آتوسا ملکه                       |                                  |                                  | اردشیر سوم دهمین شاهنشاه         | اردشیر سوم دهمین شاهنشاه         | اردشیر سوم دهمین شاهنشاه | اردشیر سوم دهمین شاهنشاه | اردشیر سوم دهمین شاهنشاه  | اردشیر سوم دهمین شاهنشاه  |                           |                           | داریوش شاهزاده            | داریوش شاهزاده            | داریوش شاهزاده | داریوش شاهزاده | داریوش شاهزاده                   | داریوش شاهزاده                   |                                  |                                  | آریاسپ شاهزاده                   | آریاسپ شاهزاده                   | آریاسپ شاهزاده | آریاسپ شاهزاده | آریاسپ شاهزاده                             | آریاسپ شاهزاده                             |                                            |                                            |                                            |                                            |  |  |  |  |  |  |  |  |  |  |  |  |  |  |  |  |  |  |  |  |
|                    |                    |                    |                    | آتوسا ملکه         | آتوسا ملکه         | آتوسا ملکه | آتوسا ملکه | آتوسا ملکه                       | آتوسا ملکه                       |                                  |                                  | اردشیر سوم دهمین شاهنشاه         | اردشیر سوم دهمین شاهنشاه         | اردشیر سوم دهمین شاهنشاه | اردشیر سوم دهمین شاهنشاه | اردشیر سوم دهمین شاهنشاه  | اردشیر سوم دهمین شاهنشاه  |                           |                           | داریوش شاهزاده            | داریوش شاهزاده            | داریوش شاهزاده | داریوش شاهزاده | داریوش شاهزاده                   | داریوش شاهزاده                   |                                  |                                  | آریاسپ شاهزاده                   | آریاسپ شاهزاده                   | آریاسپ شاهزاده | آریاسپ شاهزاده | آریاسپ شاهزاده                             | آریاسپ شاهزاده                             |                                            |                                            |                                            |                                            |  |  |  |  |  |  |  |  |  |  |  |  |  |  |  |  |  |  |  |  |